# Caroline, No
"Caroline, No" é uma canção da banda The Beach Boys composta por Brian Wilson e Tony Asher originalmente para o álbum Pet Sounds.
A canção está na lista das 500 melhores músicas de todos os tempos da revista Rolling Stone. A canção alcançou a posição #32 na Billboard Hot 100 nos Estados Unidos.[carece de fontes?]